# Střetnutí u Kuřívod
Střetnutí u Kuřívod (německy Gefecht bei Hühnerwasser) byla bitva prusko-rakouské války, která se odehrála dne 26. června 1866 v okolí a na území někdejšího města Kuřívody (pozdější součást města Ralsko) v severních Čechách. Předsunuté jednotky pruského VIII. armádního sboru generálmajora Herwartha von Bittenfeld v ní porazily rakouskou pěchotu 38. pěšího pluku a půl eskadrony husarů.

## Okolnosti
Po začátku války vtrhly tři pruské armádní sbory do Rakouského císařství přes východní Čechy z různých stran, vzájemně oddělené pohořím Krkonoš a Orlických hor. Zatímco pruský náčelník štábu Helmut von Moltke chtěl dosáhnout rychlého spojení svých armád v českém vnitrozemí, rakouský vrchní velitel polní zbrojmistr Ludwig von Benedek se pokusil využít své domnělé výhody možnosti vytvoření vnitřní vnitrozemské linie ke spojení se spřízněnou saskou armádou a porazit 1. armádu pod vedením Friedricha Karla Pruského samostatně.
Poté, co pruská tzv. Labská armáda pod vedením generála Herwartha von Bittenfelda o síle 46 000 mužů přišla z Torgau přes evakuované Sasko přes Drážďany (18. června) dosáhl českých hranic, postoupila pak 23. června souběžně s 1. armádou přes Waltersdorf a Šluknov v dlouhých kolonách vojska, bez odporu v průsmycích, do Čech, a obsadila několik severočeských měst. To zaskočené Rakušany donutilo změnit původní strategii a 26. června kolem 15. hodiny dostal Eduard Clam-Gallas, velitel rakouských a saských jednotek umístěných v severozápadních Čechách, rozkaz držet linii na Jizeře za každou cenu. Clam-Gallas a princ Albert Saský byli v té době se svými silami v Mnichově Hradišti, asi 10 km východně od Kuřívod.
Proti předsunutým základnám Labské armády byl vyslán velitel Leopold Gondrecourts asi 1500 muži, polními myslivci ze Slovenska, a smíšeným praporem uherské a rumunské liniové pěchoty, a z Mnichova Hradiště postupoval na Kuřívody. Vojska pruské Labské armády v tomto okamžiku neměla od pochodu z Drážďan 20. června jediný den volna a byla patřičně vyčerpaná. Přímo v Kuřívodech byly 26. června v podvečer přítomny dva prapory z pruské 31. brigády.

## Průběh bitvy
Rakušané dokázali postoupit hustým lesem až těsně před město a pak kolem 18:00 narazili na pruskou rotu, která odpočívala pod stromy na okraji města. Prusové okamžitě zahájili palbu a zalarmovali tak své kamarády ve vesnici, kteří pak okamžitě zasáhli do bojů. Prusové nevytvářeli vůbec žádné formace, ale přešli přímo do útoku a pokusili se dostat na okraj lesa. Gondrecourt poté seřadil své jednotky na silnici k Mnichovu Hradišti, nechal vypálit tři salvy a poté vydal rozkaz k útoku na bodáky. V tuto chvíli byly pak k protiakci připraveny asi čtyři pruské roty. Po první salvě Prusů zavládl mezi Rakušany zmatek a důstojníci se často neúspěšně pokoušeli, pobízet své vojáky k dalšímu útoku. Po druhé salvě Prusů ze vzdálenosti 300 metrů prchli z bojiště první rakouští vojáci. Zatímco Gondrecourt měl své záložní roty připraveny, musel si uvědomit, že další pruské jednotky se k bojišti rychle blíží. Vzhledem k těmto posilám a již utrpěným vysokým ztrátám přerušil plánovaný útok a stáhl se směrem zpět na Mnichovo Hradiště.

## Výsledek
Prusové v této první krátké potyčce ztratili celkem 4 důstojníky a 46 vojáků na životech a zraněných. Rakušané naopak přišli o 13 důstojníků a 264 zabitých, raněných a zajatců. Ztráta téměř 20 % z celkového počtu nasazených vojáků během tak krátkého setkání byla ztrátou, která se dříve považovala za nepřijatelnou. Asi 50 Rakušanů bylo zajato.
Bitva ukázala nejen to, že Prusové díky svým novým puškám, tzv. jehlovkám, stříleli velmi rychle, ale že tato palba byla také velmi přesná. Když museli Rakušané přerušit boj, Prusové ještě ani nepřešli k „rychlopalbě“, v níž by každý voják vedl přestřelku samostatně, což umožnilo výrazně vyšší rychlost a také efektivitu palby, než u koordinovaných salv. Jako efektivní se rovněž ukázalo, že pruská pěchota neztrácela čas vytvářením formací a linií, ale postupovala v malých skupinách, a byla tak schopna velmi rychle posílit své vlastní linie. Přesný počet Prusů, kteří se bitvy zúčastnili, proto není znám.
27. června se pak Labská armáda mohla spojit s 1. armádou, která zase téhož večera bojovala o přechod řeky Jizery v bitvách u Turnova a u Podolí. Bitva u Mnichova Hradiště pak následovala 28. června. V dalších dnech pak došlo k rychlému zhroucení rakouské obrany, k zásadní porážce Rakušanů pak došlo dne 3. července 1866 v bitvě u Hradce Králové.

## Památky bitvy

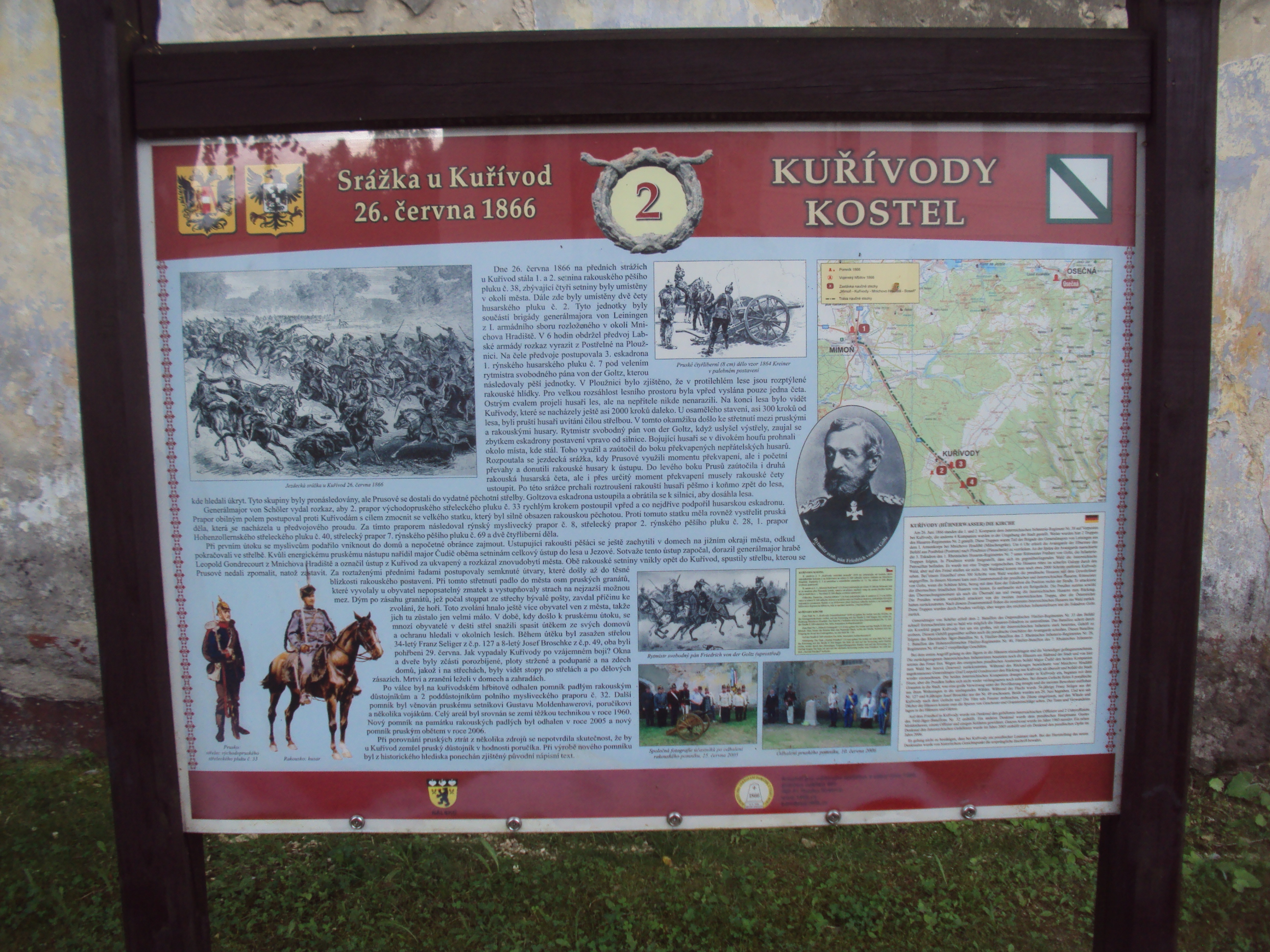
Tabule č. 2 naučné stezky Po stopách prusko-rakouské války 1866 v Kuřívodech

Bitvu připomíná několik pomníků v okolí Kuřivod, rovněž je události věnováno jedno ze zastavení naučné stezky Po stopách války roku 1866 vedoucí z Mimoně do Bosně.